# Tuân Tử
Tuân Tử (chữ Hán: 荀子; k. năm 310 TCN – k. sau năm 238 TCN) là một triết gia người Trung Quốc sống vào cuối thời Chiến Quốc. Cùng với Khổng Tử và Mạnh Tử, ông được xem là một trong ba nhà tư tưởng vĩ đại nhất của Nho gia cổ đại. Đương thời, Nho gia chịu sự công kích đến từ Đạo gia và Mặc gia, Tuân Tử không chỉ bảo vệ tư tưởng Nho học mà còn tiếp thu, điều chỉnh và hệ thống hóa nhiều luồng tư tưởng khác nhau. Những đóng góp của ông đã tạo nền tảng vững chắc cho sự phát triển của Nho giáo dưới thời nhà Hán.
Sinh tại nước Triệu, Tuân Tử theo học tại học cung Tắc Hạ, trung tâm học thuật lớn nhất thời bấy giờ, nơi ông tiếp xúc với nhiều luồng tư tưởng triết học khác nhau. Sau đó, ông chu du đến nước Sở, nghiên cứu thơ phú, rồi trở lại nước Tề dạy học. Trong số các học trò của ông, nổi bật nhất là Hàn Phi và Lý Tư, hai nhân vật có ảnh hưởng lớn đến chính trị và tư tưởng thời Chiến Quốc. Dù chịu ảnh hưởng từ thầy, cả hai về sau lại đi theo Pháp gia, một học thuyết đối lập với Nho gia. Ngoài ra, những môn đệ khác của ông như Phù Khâu Bá, Trương Thương và Mao Hanh cũng đóng góp quan trọng trong việc biên soạn và chú giải kinh điển Nho gia. Về cuối đời, Tuân Tử phục vụ dưới trướng Xuân Thân quân nước Sở, nhưng mất chức khi người này bị ám sát năm 238 TCN. Ông lui về ở ẩn và qua đời không lâu sau đó, song thời điểm chính xác vẫn chưa được xác định.
Tuân Tử nổi tiếng với quan điểm "nhân chi tính ác", đối lập với học thuyết "nhân chi tính thiện" của Mạnh Tử. Tuy nhiên, cả hai đều nhấn mạnh vai trò của giáo dục và lễ nghi trong việc rèn luyện đạo đức và hoàn thiện con người. Tuân Tử cho rằng danh phải chính thì ngôn mới thuận, tức là tên gọi, chức danh phải phản ánh đúng bản chất, thì lời nói và hành động mới có thể hợp lý. Ông cũng nhấn mạnh rằng quy phạm đạo đức chính là nền tảng để duy trì trật tự xã hội. Ngoài ra, ông đặc biệt đề cao vai trò của âm nhạc như một công cụ giúp duy trì sự hài hòa trong xã hội. Không giống nhiều Nho gia khác, Tuân Tử không chỉ tôn kính các bậc hiền quân thượng cổ, mà còn nhấn mạnh việc noi theo các quân chủ đương thời, đề cao khả năng thích ứng linh hoạt thay vì rập khuôn theo truyền thống.
Từ thời nhà Đường, do sự hiểu lầm và đơn giản hóa tư tưởng của Tuân Tử, đặc biệt là quan điểm của ông về bản tính con người, ảnh hưởng của ông dần suy giảm. Đến thế kỷ 10, khi Lý học Tống Minh trỗi dậy, Mạnh Tử thay thế ông trở thành trung tâm của Nho học, đặc biệt sau khi sách Mạnh Tử được đưa vào hàng Tứ thư. Tuy nhiên, từ thế kỷ 20, giới học thuật Đông Á đã có những đánh giá lại về tư tưởng Tuân Tử, công nhận tầm ảnh hưởng sâu rộng của ông không chỉ trong thời đại của mình mà còn đối với triết học và tư tưởng chính trị về sau.

### Nước Sở và nước Tề

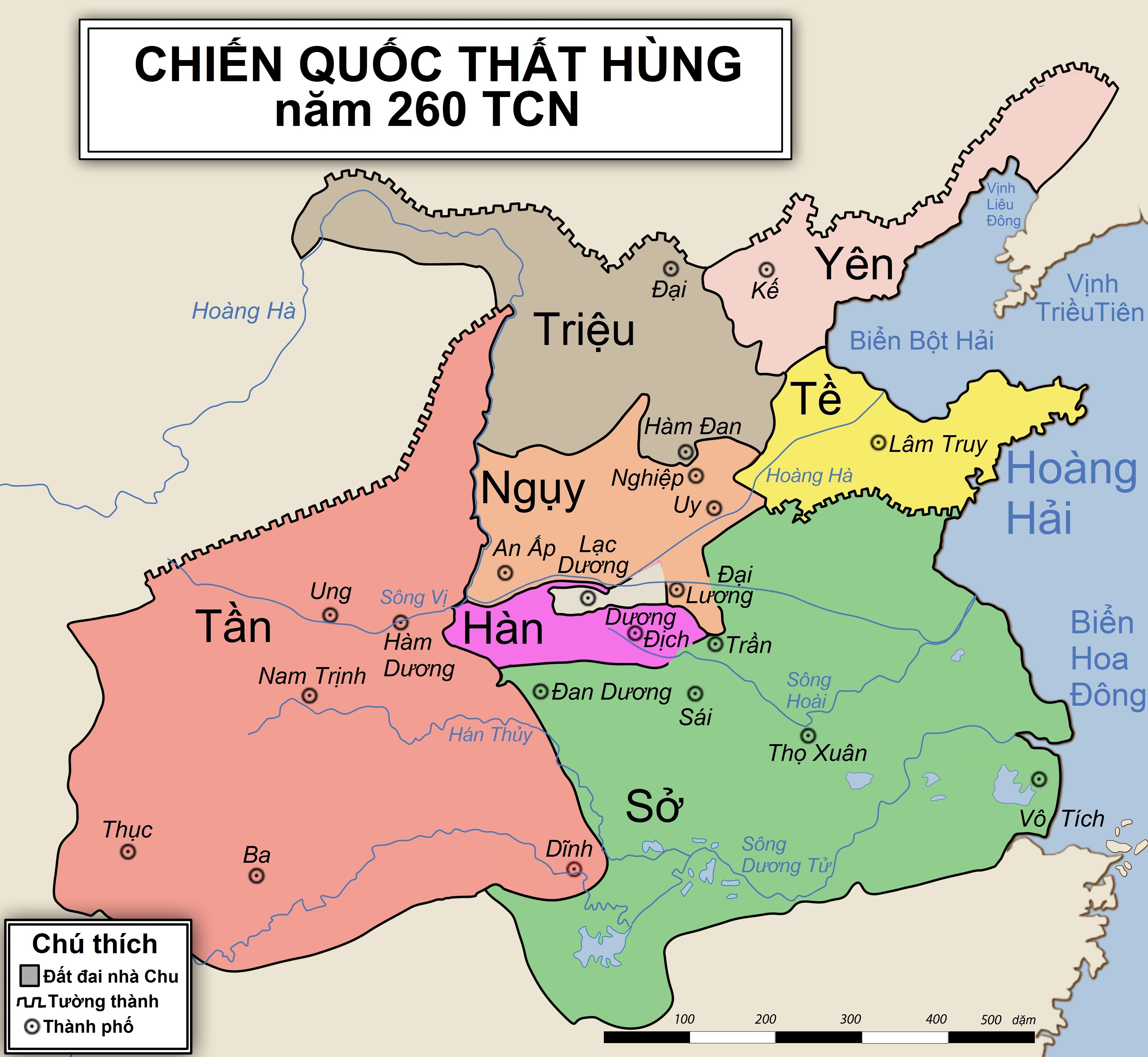
Bản đồ Trung Quốc thời Chiến Quốc (k. 260 TCN)

### Tính ác

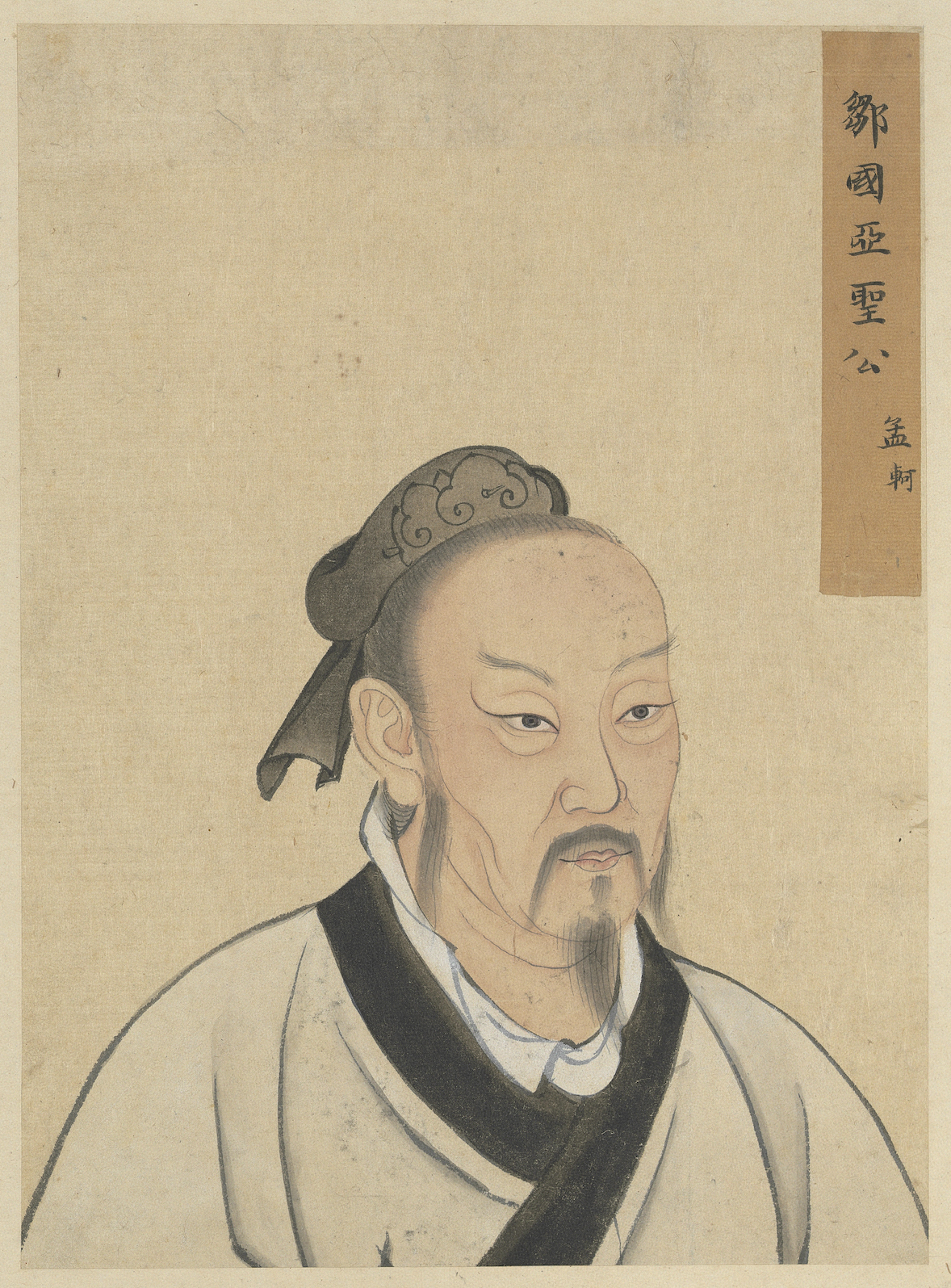
Trái với Tuân Tử, Mạnh Tử cho rằng "nhân chi sơ tính bản thiện". Theo ông, mỗi con người sinh ra đều có lòng nhân và đức thiện tự nhiên.

## Triết học chính trị

Tranh vẽ Chu Vũ vương của Mã Lân đời Tống. Tuân Tử đưa ra quan điểm "pháp hậu vương", tức noi theo các bậc quân vương đời sau như Chu Văn vương và Chu Vũ vương, thay vì "pháp tiên vương", tức noi theo các bậc thánh vương thời viễn cổ. Ông cho rằng các "tiên vương" thuộc thời đại quá xa xưa, tài liệu ghi chép không đầy đủ, khiến việc học theo họ trở nên mơ hồ và thiếu thực tiễn. Trái lại, "hậu vương" là những người đã kế thừa, chỉnh lý và hoàn thiện thể chế, tạo ra khuôn mẫu cụ thể, dễ hiểu và áp dụng hơn.